# カシオペア連邦

カシオペア連邦

国の標語：夢さそう きらめき連邦 カシオペア
国歌：星のまち

カシオペア連邦（カシオペアれんぽう）は、岩手県北部の5市町村（設立当時）の連合体（二戸郡浄法寺町・一戸町、二戸市、九戸郡九戸村・軽米町）の通称名である。1991年に建国された。

## 概要
1991年に建国。カシオペア連邦建国記念事業実行委員会による建国記念式典やシンボルマーク・キャッチフレーズの募集が行われた。11月24日の建国祭ではカシオペアアカデミーの創作劇「5つの灯」が上演された。
名称は岩手県北部の浄法寺・一戸・二戸・九戸・軽米の5市町村（設立当時）を点と線でつなぐと星座「カシオペヤ座」のW形になることに由来する。

### シンボルマーク・キャッチフレーズ
1991年にカシオペア連邦建国記念事業実行委員会がシンボルマークとキャッチフレーズを募集した。シンボルマークは連邦内で自由に使用できる。使用料はかからない。

### イメージソング
平成5年、カシオペア連邦のイメージ促進と連邦民の連帯感・一体感の醸成のため、歌詞を公募した。同年、カシオペア連邦合唱祭で発表され、カシオペア連邦合唱連盟が歌唱した。

### 医療
二戸歯科医師会では、休日当番医による診療、在宅訪問診療を行っている。

## 自然環境
西方に北部奥羽山脈、東方に北部北上山地が縦走し、森林率は70パーセントを超える。
北上山系側では海生動物や樹木の化石が豊富に見られ、河川の侵食により変化に富んだ地形が形成された。山間部ではヤマセによる冷害が発生しやすい。
標高の低い地域の年間降水量は1000ミリ前後で梅雨の影響も少ないため、夏季には水不足が起こることがある。
平成18年3月に健全な水循環確保を目的として「カシオペア連邦流域ビジョン」を策定した。

### 生物相
2022年7月25日から8月28日の一ヶ月間スマホアプリ「バイオーム」上で連邦内の生物情報を募集した。情報があった種は150ほどで、複数の情報が寄せられた種は4分の1程度だった。182件の情報の約半数が植物、残り半数のほとんどが虫類であった。

## 交通
高速道路が通っており2021年時点で全ての市町村にタクシー事業者が存在する。

### 公共交通

#### 路線バス
JRバス東北と岩手県北バスの2路線が運行。

#### 電車
JR東日本とIGRいわて銀河鉄道の2社が運行しており、二戸駅に東北新幹線が停車する。

## 市民活動

### カシオペアアカデミー
連邦内の活性化と、人材育成を目的として設立された。連邦建国記念式典の開催のほか、自動車・バイクのラリーの実施等を行った。

### カシオペア青年会議所
1970年設立。当初「二戸青年会議所」だったが、2000年に「カシオペア青年会議所」に改称した。投票率向上を目指し立候補予定者の公開討論を実施。花火大会やカシオペアフードフェスティバルを開催している。
地域カルタの「カシオペアカルタ」を作製し、ジャンボカルタ大会を開いている。

### カシオペア連邦地域づくりサポーターズ
連邦内のまちづくり活動の中間支援を目的としてNPOとして設立されたNPO法人。1999年から2年間行われた「二戸地区住民会議」を前身として住民主体による地域づくり活動を支援すべく、活動助成事業や情報発信・団体交流促進事業等を展開する。

## 市町村合併の動き
- 「平成の大合併」に伴い、カシオペア連邦内でも二戸市が中心となって他の4町村に合併協議への参加を呼びかける形で市町村合併の動きが起こり、合併協議会が立ち上げられた。しかし一戸町と軽米町は協議会に参加せず、九戸村も一旦は協議会に参加したものの離脱し、現状では、2006年（平成18年）1月1日に旧・二戸市と浄法寺町が合併して、新たな二戸市が誕生するに留まっている。